# آسغر سورينسن
آسغر سورينسن (بالدنماركية: Asger Strømgaard Sørensen)‏ هو لاعب كرة قدم دنماركي في مركز الدفاع، ولد في 5 يونيو 1996 في سيلكيبورج في الدنمارك. شارك مع منتخب الدنمارك تحت 16 سنة لكرة القدم ومنتخب الدنمارك تحت 21 سنة لكرة القدم. أما مع النوادي، فقد لعب مع نادي ريد بل سالزبورغ ونادي ميتييلاند.

## وصلات خارجية
- آسغر سورينسن على موقع الاتحاد الأوربي (الإنجليزية)
- آسغر سورينسن على موقع قاعدة بيانات كرة القدم.إي يو (الإنجليزية)
- آسغر سورينسن على موقع Soccerway.com (الإنجليزية)
- آسغر سورينسن على موقع عالم كرة القدم.نت (الإنجليزية)
- آسغر سورينسن على موقع أوليمبيديا (الإنجليزية)
- آسغر سورينسن على موقع AS.com (الإسبانية)